# Vengatesh Pavithra
Vengatesh Pavithra (* 8. Dezember 2001) ist eine indische Leichtathletin, die sich auf den Stabhochsprung spezialisiert hat.

## Sportliche Laufbahn
Erste internationale Erfahrungen sammelte Vengatesh Pavithra im Jahr 2023, als sie bei den Hallenasienmeisterschaften in Astana mit übersprungenen 4,00 m auf Anhieb die Silbermedaille im Stabhochsprung hinter der Japanerin Mayu Nasu gewann. Im Oktober nahm sie an den Asienspielen in Hangzhou teil und belegte dort mit 4,00 m den sechsten Platz.
2023 wurde Pavithra indische Meisterin im Stabhochsprung.

## Persönliche Bestleistungen
- Stabhochsprung: 4,10 m, 13. Mai 2022 in Coimbatore
  - Stabhochsprung (Halle): 4,00 m, 11. Februar 2023 in Astana